# Pioneer Natural Resources
Pioneer Natural Resources Co — американская нефтегазовая компания. Штаб-квартира находится в Ирвинге, штат Техас. В списке крупнейших компаний мира Forbes Global 2000 за 2022 год заняла 391-е место (680-е по размеру выручки, 541-е по чистой прибыли, 909-е по активам и 274-е по рыночной капитализации).

## История
Компания была образована в 1997 году путём слияния Parker & Parsley Petroleum Company и Mesa, Inc., которые были основаны в 1950-х и 1970-х годах соответственно. В том же году Pioneer сделала два приобретения, расширив географию добычи на Канаду, Аргентину, Габон и ЮАР в дополнение к своим месторождениям в Техасе и Мексиканском заливе. В начале 2000-х годов компания начала добычу нефти в Тунисе и на Аляске
В 2004 году была куплена компания Evergreen Resources. В 2013 году были проданы активы на Аляске. В 2021 году были куплены компании Parsley Energy и DoublePoint Energy.
11 октября 2023 года крупнейшая нефтегазовая компания США ExxonMobil объявила о поглощении Pioneer Natural Resources в сделке стоимостью $59,5 млрд.

## Деятельность
Доказанные запасы углеводородов на конец 2021 года составляли 2,222 млрд баррелей н. э., из них нефти — 968 млн баррелей, газового конденсата — 670 млн баррелей, природного газа — 99,3 млрд м³. Запасы сосредоточены в Мидлендском бассейне (часть Пермского бассейна) в западной части Техаса.
Среднесуточный уровень добычи в 2021 году составлял 617,3 тыс. баррелей н. э., из них нефти — 357 тыс. баррелей, газового конденсата — 143 тыс. баррелей, природного газа — 20 млн м³. Средняя себестоимость добычи 1 барреля — 5,63 доллара.
Крупнейшими покупателями добытого компанией сырья являются компании Sunoco (16 %), Shell (13 %), Occidental Petroleum (11 %), Plains All American Pipeline (9 %).